# Крокет на Летњим олимпијским играма 1900.
Крокет се први и последњи пут нашао на званичном програму Летњих олимпијских игара 1900. у Паризу. На програму су биле три дисциплине овог спорта.
Извештаја и резултата са овог такмичења има веома мало, па је тако у дисциплини парова нејасно да ли француски пар који је победио у ствари није имао конкуренцију.
Учествовало је 10 такмичара (7 мушкараца и 3 жене) из две земље. Такмичарке у крокету и учеснице тениског турнира биле су прве жене на неким олимпијским играма.

## Земље ученице
- Француска 9 (6+3)
- Белгија 1 (1+0)

Белгијски представник је испао у предтакмичењу, па су тако све медаље освојили француски представници.

## Освајачи олимпијских медаља у крокету
| Дисциплина           | Злато                                                | Сребро                    | Бронза                         |
| -------------------- | ---------------------------------------------------- | ------------------------- | ------------------------------ |
| Појединачно, 1 кугла | Гастон Омуат · Француска                             | Georges Johin · Француска | Chrétien Waydelich · Француска |
| Појединачно, 2 кугле | Chrétien Waydelich · Француска                       | Морис Вињеро · Француска  | Жак Сотеро · Француска         |
| Парови               | Гастон Омуат · Француска · Georges Johin · Француска | -                         | -                              |

## Биланс медаља
| # | Земља     |   |   |   | Укупно |
| 1 | Француска | 3 | 2 | 2 | 7      |